# Compagnie de la Dombes
La Compagnie de La Dombes (1864-1872) est une société française créée pour construire et exploiter un chemin de fer entre Sathonay et Bourg-en-Bresse et réaliser le dessèchement du marais de la Dombes. Elle disparait au profit de la Compagnie des Dombes et des chemins de fer du Sud-Est.

## Origine: convention
Le 1er avril 1863 le ministre de l'agriculture, du commerce et des travaux publics (agissant au nom de l'État), signe une convention avec messieurs : François Barthélemy Arlès-Dufour, demeurant port Saint-Clair à Lyon, Henri Germain, président de la société du Crédit lyonnais et demeurant au no 37 de la rue Neuve-des-Mathurins à Paris, et Victor-Amédée Sellier, administrateur du Comptoir de l'agriculture et demeurant au no 41 de la rue Notre-Dame-de-Lorette à Paris.
Cela concerne : (article 1) une concession pour un chemin de fer de Sathonay à Bourg par Villars, avec faculté de raccordement sur la ligne de Lyon à Genève, l'exécution est au frais et risques et périls des concessionnaires ; (article 2) pour son exécution une subvention de trois millions sept cent cinquante mille francs est accordée par l'État, payée en dix versements semestriels égaux, la première échéance étant le 15 janvier 1865. Les concessionnaires doivent justifier, avant chaque versement, de l'emploi en achats de terrains, ou en travaux et approvisionnements sur place de matériaux de construction, d'une somme double de la partie de la subvention à recevoir. Le dernier versement interviendra lors de l'ouverture de la ligne ; article 3) l'engagement de dessécher et mettre en valeur dans un délai de dix ans, à partir du 15 juillet 1864, six mille hectares au moins d'étangs, dont la suppression aura préalablement été approuvée par l'administration, soit en acquérant lesdits étangs pour les transformer directement en prairies, bois et terres arables, soit en provoquant leur dessèchement et leur mise en valeur au moyen de primes payées aux propriétaires, en numéraire, en travaux agricoles, en construction, en engrais ou de toute autre manière. Sont comptés dans cette surface les étangs qui seront supprimés par le passage du chemin de fer, dans une zone de deux kilomètres de chaque côté de la voie ; (article 4) pour cet assèchement et mise en valeur des terres, l'État s'engage à verser une subvention de quinze cent mille francs, versée en vingt versement semestriels égaux, la première échéance est prévue également le 15 janvier 1865. l'engagement des concessionnaires est d'avoir desséché et mis en valeur trois cents hectares d'étangs avant chaque versement, le solde étant versé après l'assèchement des six mille hectares prévus.
Les articles 2 et 4 sont approuvés par une loi du 18 avril 1863 et l'ensemble de la convention par le décret du 25 juillet 1864.

## Création de la société
Le projet des statuts, pour une société anonyme dénommée « Compagnie de la Dombes », est déposé chez Maitre Dufour notaire, acte du 14 mai 1864, par messieurs : Louis Frémy, gouverneur du crédit foncier, à Paris, François Barthélemy Arlès-Dufour, Alexandre Bodin, député au Corps législatif, demeurant à Montribloud, Comte Le Hon (Léopold), député au Corps législatif, demeurant au no 1 bis de la rue Lord-Byron à Paris, Félix Mangini, Amédée Sellier et Lucien Mangini, ce dernier agissant en son nom personnel et celui de messieurs Henri Germain, Louis Guérin, banquier demeurant no 21 rue du Puits-Gaillot à Lyon, et Gabriel Saint-Olive, propriétaire à Lyon,.
Les statuts précisent notamment : (titre 1) cette création prend la forme d'une société anonyme. Son objet est : la construction et l'exploitation du chemin de fer de Sathonay à Bourg, par Villar, dans les conditions de la convention du 1er avril 1863, du cahier des charges annexé et la loi du 18 avril 1863, le dessèchement et la mise en valeur de six mille hectares au moins des étangs de la Dombes, conformément  à ladite convention, l'acquisition d'immeubles, leur exploitation, location, échange et revente. La société est dénommée « Compagnie de la Dombe », son siège et son domicile sont établis à Paris, sa durée est de quatre-vingt-dix-neuf ans, à partir du jour du décret d'autorisation ; (titre 2) apport à la concession : Arlès-Dufour, Germain et Amédée Sellier apportent à la société et lui cèdent et abandonnent sans réserve tous les droits que leur confèrent la convention, le cahier des charges, le décret et la loi sus-énoncés, mettant la présente société entièrement à leur lieu et place, à la charge par elle de satisfaire à toutes les clauses, conditions et obligations qui en résultent ; (titre 3) le fonds social est fixé à cinq millions de francs. Il se divise en dix mille actions de cinq cents francs chacune, elles sont entièrement souscrites. Parmi les petits porteurs, on note la présence d'Émile Pereire pour quatre actions,.
La société anonyme dénommée « Compagnie de La Dombes » est officiellement créée le 2 septembre 1864. Son premier conseil d'administration est composé de dix membres : Louis Frémy, François Barthélemy Arlès-Dufour, Alexandre Bodin, Henri Germain, Louis Guérin, Le Comte Léopold Le Hon, Lucien Mangini, Félix Mangini, Gabriel Saint-Olive et Amédée Sellier, il pourra être compléter pour arriver au nombre de douze comme le prévoit les statuts et il restera en fonction jusqu'à la fin de la cinquième année sociale. La nouvelle société est autorisée par le décret du 17 septembre 1864. Les actionnaires principaux sont les frères Lucien et Félix Mangini qui détiennent chacun respectivement 3 850 et 1 380 actions sur 10 000 que compte le capital et sont majoritaires.

## Création de la ligne
L'ouverture des chantiers pour la construction de la ligne des 51,342 kilomètres de la ligne de Sathonay à Bourg a lieu un mois après l'autorisation de la société, en octobre 1864. Son tracé débute à Sathonay, où il se relie avec la ligne de la Compagnie du chemin de fer de Lyon (la Croix-Rousse) au camp de Sathonay, puis il suit le plus souvent celui de la route impériale no 83, traverse trente étangs et quatre ruisseaux importants : la Chalaronne, le Renon, le Vieux Jonc et la Veyle. Il passe près des localités, des Échets, de Saint-André-de-Corcy, de Villars, de Marlieux,de  Saint-Paul-de-Varax, et de Servas. Puis il s'embranche avec les lignes de la Compagnie des chemins de fer de Paris à Lyon et à la Méditerranée (PLM) dans la gare de Bourg.
La Compagnie a acquis les environs 112 hectares nécessaires à la réalisation, de la plateforme de la ligne, des stations, et des voies de garage.

## Évènements importants
Le siège social est transféré de Paris à Lyon le 20 février 1867.
L'assemblée générale du 18 septembre 1869 décide la liquidation de société et nomme un liquidateur. Celui-ci informe, par voie de presse le 11 décembre, les actionnaires qu'il a réalisé un traité, conforme à la délibération, qui stipule qu'ils ont un mois, à partir de cet avis, pour déclarer ce qui leur revient dans la liquidation. Soit ils optent pour recevoir une action de la nouvelle Compagnie des Dombes et des chemins de fer du Sud-Est (DSE), libérée de deux cent cinquante francs, pour deux actions de la Compagnie de la Dombes libérées chacune de cent vingt-cinq francs. À défaut de faire ce choix dans le délai imparti, ils auront à recevoir pour chaque action de l'ancienne Compagnie de la Dombes, la somme de cent vingt-cinq francs égale à celle versée par action, avec intérêts à cinq pour cent à partir du 1er janvier 1869. Les déclarations d'otion seront reçues pendant un mois au bureau de la Compagnie DSE à Lyon, au no 1 de la rue des Archers. La remise des titres à ceux qui auront déclaré en vouloir et le payement en argent aux autres s'effectueront au même bureau à compter du 1er janvier 1870, en échange des récépissés de versement.
La Compagnie de la Dombes disparaît au profit de la Compagnie des Dombes et des chemins de fer du Sud-Est par le décret du 7 mai 1872.

## Patrimoine ferroviaire
La Compagnie de la Dombes a adopté un style à part pour les bâtiments voyageurs des gares intermédiaires qu'elle construisit entre Sathonay et Bourg-en-Bresse.
Il s'agit d'un bâtiment à étage de trois travées couvert par une toiture à deux pans débordante, à charpente apparente, parfois doté d'une courte aile de service construite à une date ultérieure. Les portes et fenêtres, dotées d'un important larmier en briques, sont à arc en plein cintre au rez-de-chaussée et à arc surbaissé à l'étage ; les pilastres d'angle, également en brique sont à chaînages harpés et le soubassement est en pierre de taille. La façade est recouverte d'enduit tandis que les ornements sont en brique apparente sauf à Saint-André-de-Corcy et Villars-les-Dombes.
Au moins 6 bâtiments de ce type ont été construits dans les gares suivantes :
- Les Échets (démolie)
- Saint-André-de-Corcy
- Villars-les-Dombes
- Marlieux - Châtillon
- Saint-Paul-de-Varax
- Servas - Lent (démolie)

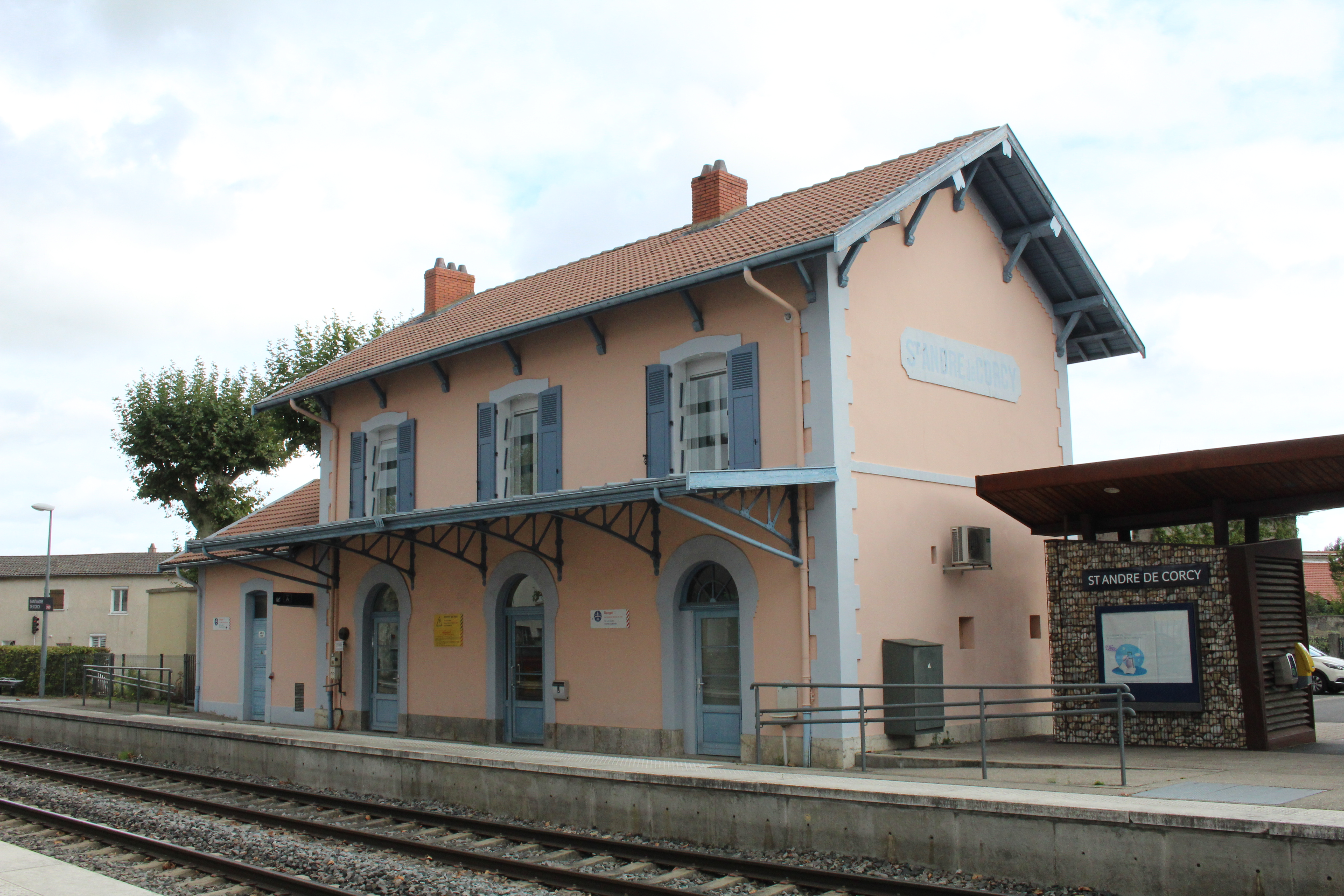
Saint-André-Corcy, côté voies.
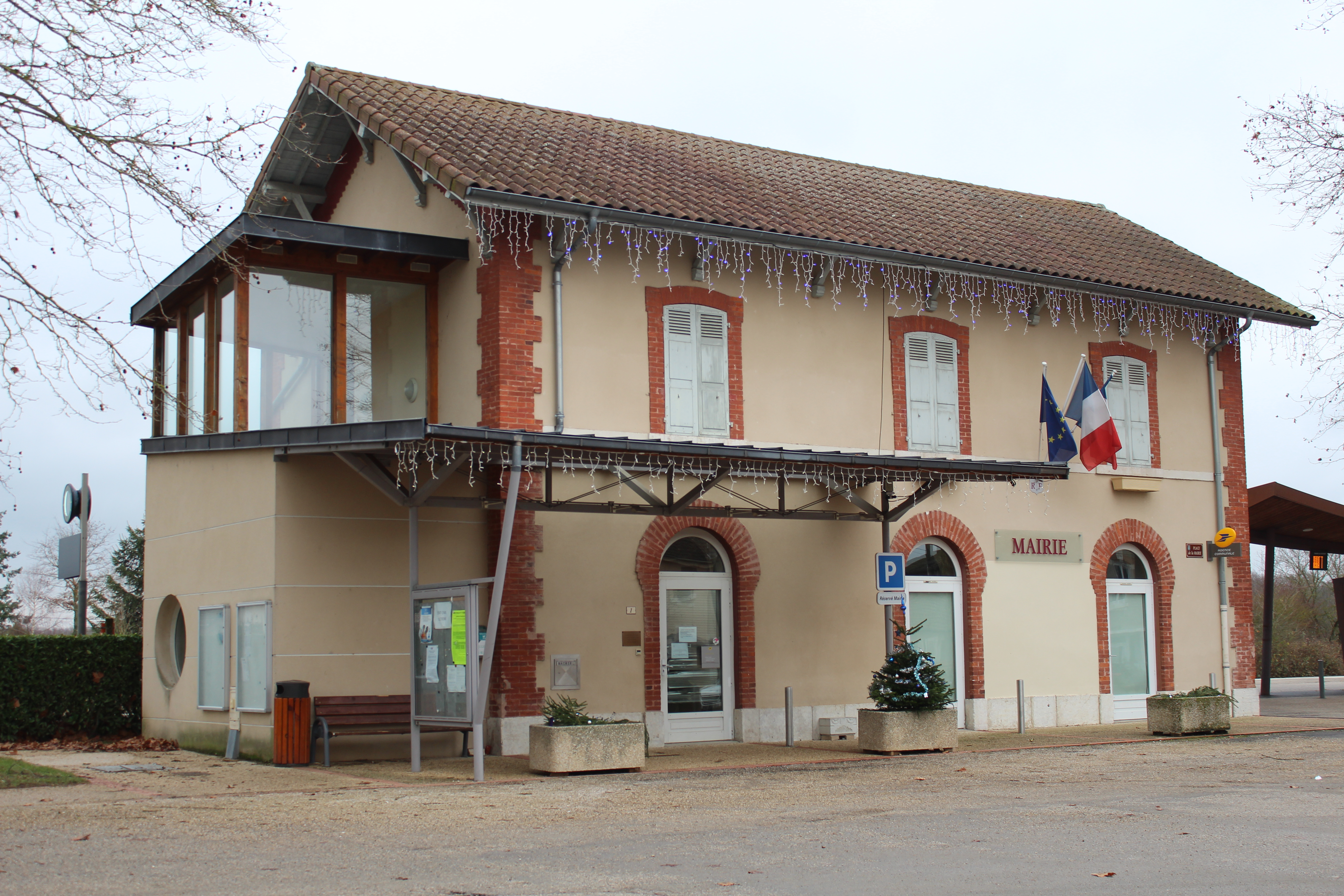
Marlieux - Châtillon, reconverti en mairie.
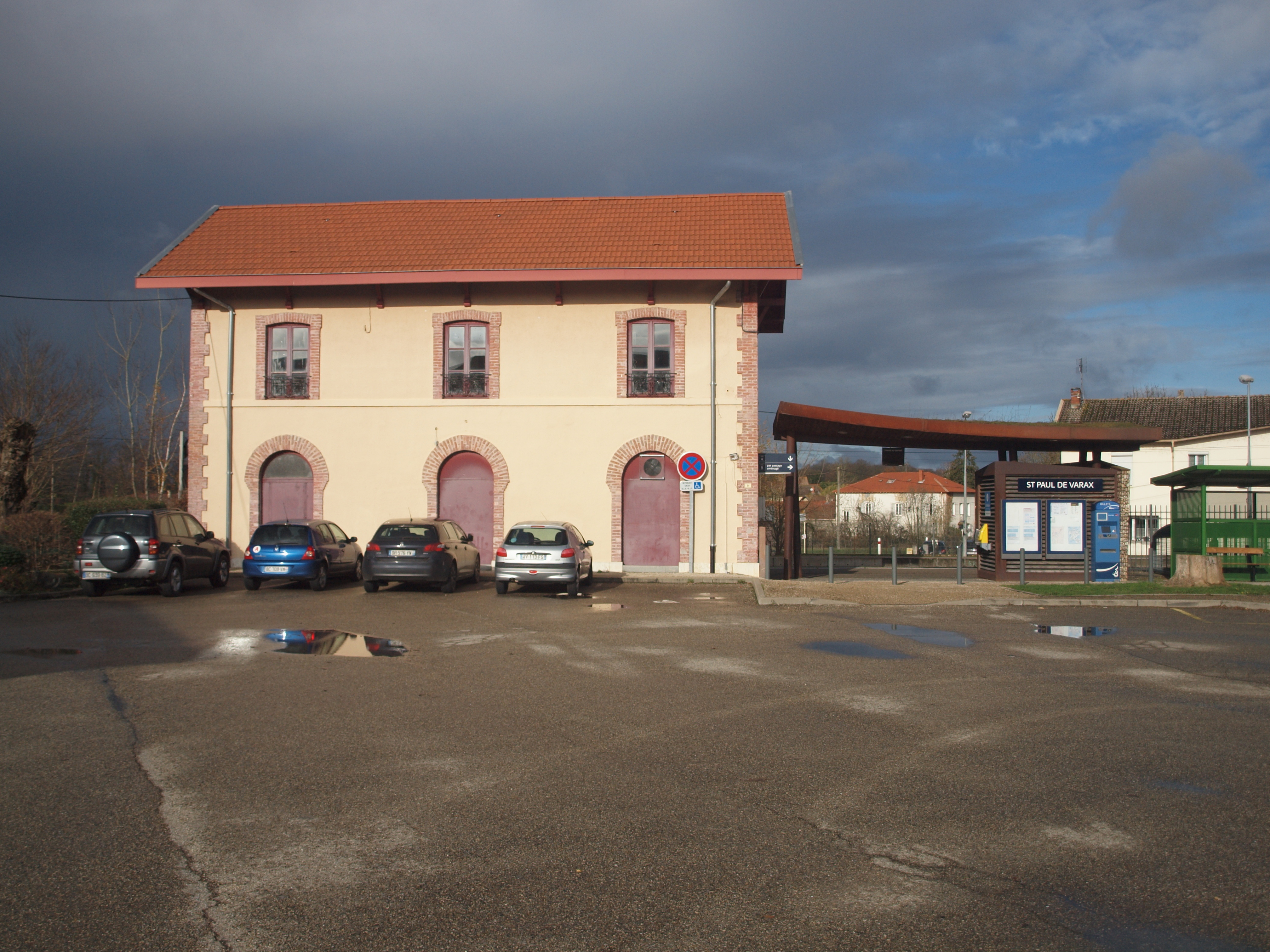
Saint-Paul-de-Varax.
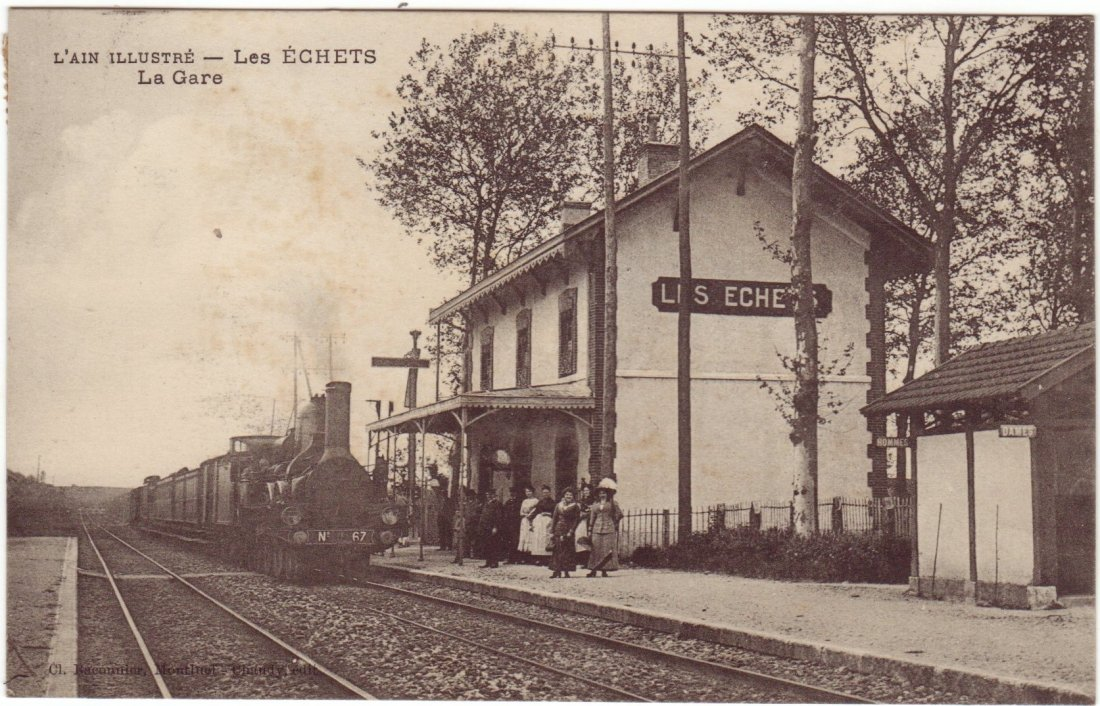
Les Échets.